# Volonté (film, 1927)
Pour les articles homonymes, voir Volonté.
Pour plus de détails, voir Fiche technique et Distribution.
Volonté (titre original : Man Power) est un film muet américain perdu,, réalisé par Clarence G. Badger et sorti en 1927,.

## Fiche technique
- Titre original : Man Power
- Réalisation : Clarence G. Badger
- Scénario : Ray Harris, Louise Long, Sam Mintz, d'après une histoire de Byron Morgan
- Production : Paramount Pictures
- Directeur de la photographie : Edward Cronjager
- Distributeur : Paramount Pictures
- Durée : 60 min
- Date de sortie : États-Unis : 9 juillet 1927

## Distribution
- Richard Dix : Tom Roberts
- Mary Brian :Alice Stoddard
- Philip Strange : Randall Lewis
- Charles Hill Mailes : Judson Stoddard
- Oscar Smith : Ptomaine
- George Irving : James Martin
- Charles Clary : Albert Rollins
- Charles Schaeffer : le Révérend Guthrie

## Production
Les scènes ferroviaires ont été filmées sur le Sierra Railroad dans le Comté de Tuolumne, en Californie.